# Sollevamento pesi ai Giochi della XVI Olimpiade - Pesi leggeri
La competizione della categoria pesi leggeri (fino a 67,5 kg) di sollevamento pesi ai Giochi della XVI Olimpiade si è svolta il giorno 24 novembre 1956  al Royal Exhibition Building di Melbourne.

## Regolamento
La classifica era ottenuta con la somma delle migliori alzate delle seguenti 3 prove:
- Distensione lenta
- Strappo
- Slancio

Su ogni prova ogni concorrente aveva diritto a tre alzate.

## Risultati
| Pos.    | Atleta             | Nazione          | Peso Atleta | Totale | Distensione lenta | Distensione lenta | Distensione lenta | Strappo | Strappo | Strappo | Slancio | Slancio | Slancio |
| Pos.    | Atleta             | Nazione          | Peso Atleta | Totale | 1                 | 2                 | 3                 | 1       | 2       | 3       | 1       | 2       | 3       |
| ------- | ------------------ | ---------------- | ----------- | ------ | ----------------- | ----------------- | ----------------- | ------- | ------- | ------- | ------- | ------- | ------- |
| Oro     | Ihor Rybak         | Unione Sovietica | 67,2        | 380,0  | 110,0             | 115,0             | 115,0             | 112,5   | 117,5   | 120,0   | 142,5   | 147,5   | 150,0   |
| Argento | Ravil' Chabutdinov | Unione Sovietica | 67,4        | 372,5  | 117,5             | 122,5             | 125,0             | 105,0   | 110,0   | 112,5   | 137,5   | 142,5   | 142,5   |
| Bronzo  | Kim Chang-hee      | Corea del Sud    | 67,2        | 370,0  | 100,0             | 105,0             | 107,5             | 107,5   | 112,5   | 115,0   | 140,0   | 145,0   | 150,0   |
| 4       | Kenji Onuma        | Giappone         | 66,5        | 367,5  | 105,0             | 105,0             | 110,0             | 105,0   | 110,0   | 110,0   | 142,5   | 147,5   | 152,5   |
| 5       | Henrik Tamraz      | Iran             | 67,2        | 365,0  | 110,0             | 115,0             | 117,5             | 105,0   | 110,0   | 110,0   | 140,0   | 145,0   | 150,0   |
| 6       | Jan Czepułkowski   | Polonia          | 67,3        | 360,0  | 115,0             | 120,0             | 122,5             | 105,0   | 110,0   | 110,0   | 130,0   | 135,0   | 137,5   |
| 7       | Ivan Abadžiev      | Bulgaria         | 67,1        | 357,5  | 102,5             | 107,5             | 107,5             | 110,0   | 115,0   | 117,5   | 132,5   | 137,5   | 137,5   |
| 8       | Nil Tun Maung      | Birmania         | 66,4        | 352,5  | 110,0             | 115,0             | 115,0             | 100,0   | 100,0   | 105,0   | 137,5   | 142,5   | 142,5   |
| 9       | Tiger Tan          | Singapore        | 65,2        | 350,0  | 107,5             | 107,5             | 110,0             | 100,0   | 107,5   | 107,5   | 135,0   | 140,0   | 142,5   |
| 10      | Josef Tauchner     | Austria          | 67,1        | 347,5  | 105,0             | 105,0             | 110,0             | 100,0   | 107,5   | 107,5   | 135,0   | 140,0   | 140,0   |
| 11      | Verdi Barberis     | Australia        | 67,5        | 347,5  | 100,0             | 105,0             | 107,5             | 100,0   | 105,0   | 110,0   | 132,5   | 137,5   | 142,5   |
| 12      | Willi Kolb         | Germania         | 66,8        | 340,0  | 110,0             | 115,0             | 115,0             | 95,0    | 100,0   | 105,0   | 125,0   | 130,0   | 135,0   |
| 13      | Ben Helfgott       | Gran Bretagna    | 67,2        | 340,0  | 105,0             | 110,0             | 112,5             | 95,0    | 100,0   | 105,0   | 127,5   | 132,5   | 132,5   |
| 14      | Américo Ferreira   | Brasile          | 66,8        | 335,0  | 102,5             | 107,5             | 107,5             | 92,5    | 97,5    | 100,0   | 130,0   | 135,0   | 135,0   |
| 15      | Roger Gerber       | Francia          | 67,5        | 335,0  | 97,5              | 102,5             | 105,0             | 95,0    | 100,0   | 102,5   | 125,0   | 130,0   | 130,0   |
| 16      | Luciano De Genova  | Italia           | 66,2        | 330,0  | 107,5             | 112,5             | 112,5             | 95,0    | 100,0   | 100,0   | 122,5   | 122,5   | 130,0   |
| 17      | Guillermo Balboa   | Messico          | 67,0        | 320,0  | 92,5              | 97,5              | 97,5              | 92,5    | 97,5    | 100,0   | 127,5   | 132,5   | 132,5   |
| 18      | Ney López          | Colombia         | 65,7        | -      | 105,0             | 105,0             | 105,0             | 95,0    | 100,0   | 102,5   | 122,5   | 127,5   | 127,5   |